# Phù điêu

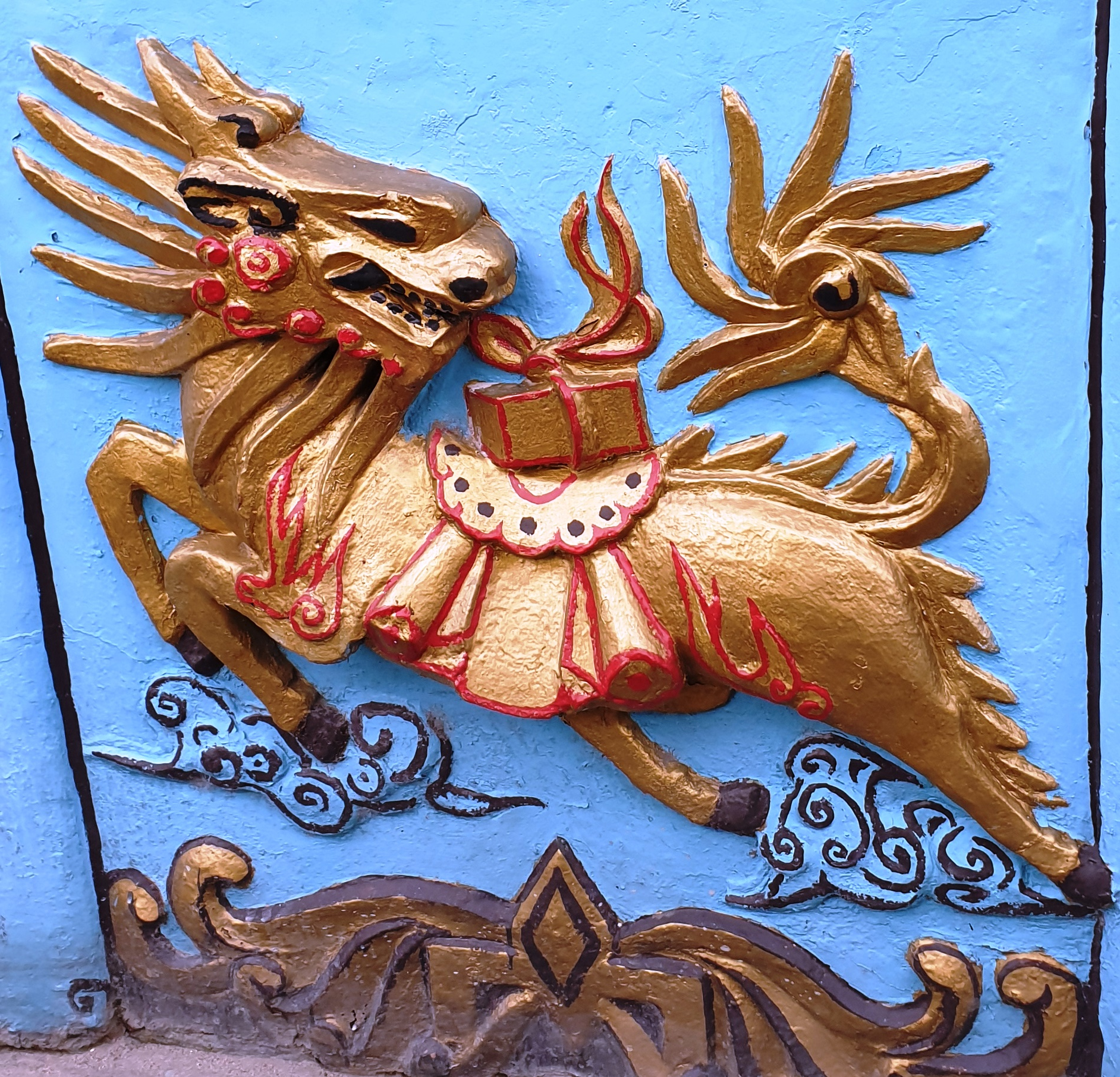
Phù điêu tạo hình một con Long Mã theo dạng đắp nổi

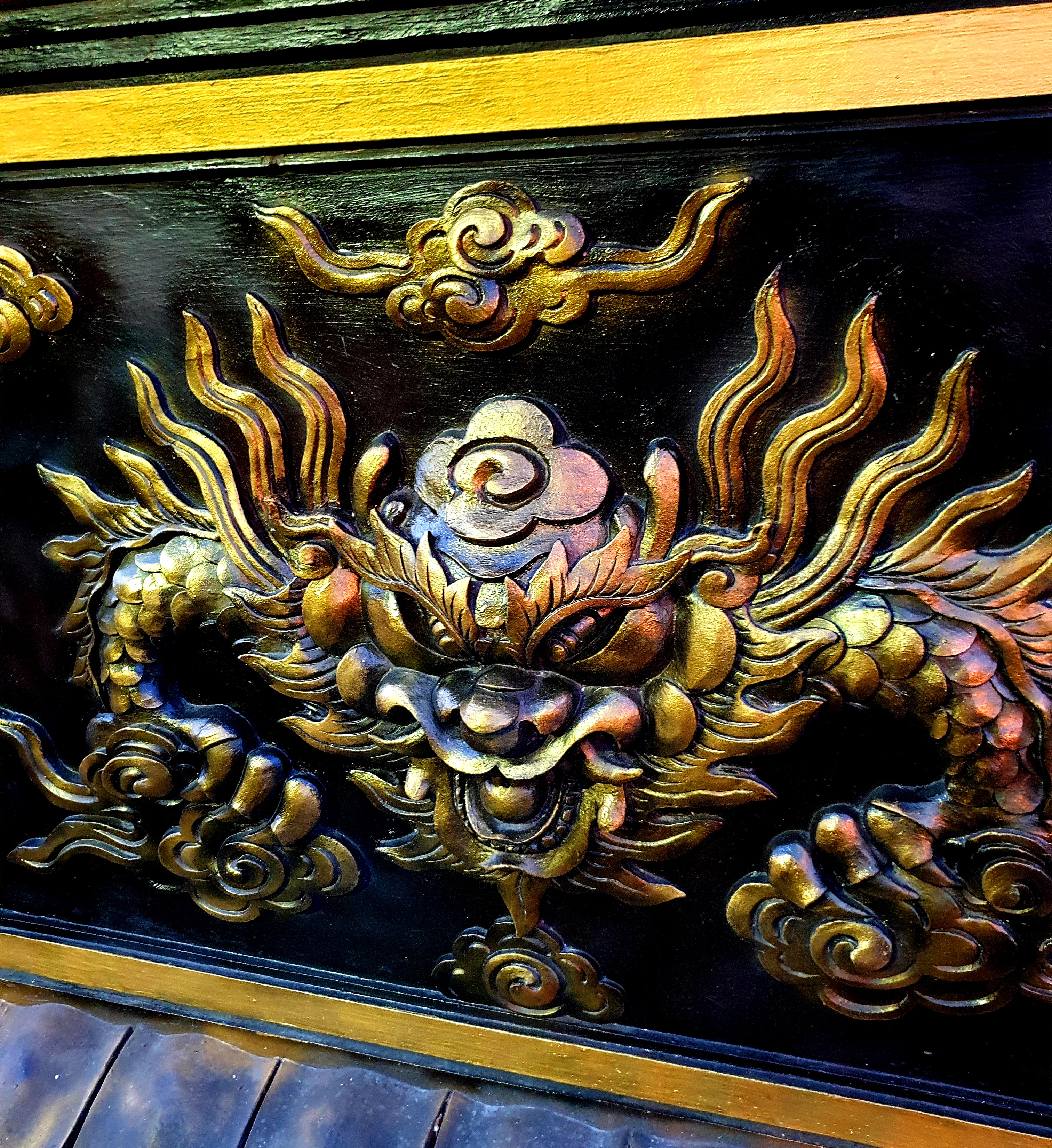
Phù điêu bệ thờ hình đầu rồng ở chùa Như Thị tại quận Bình Tân

Phù điêu hay còn gọi là chạm nổi là hình thức sáng tác nghệ thuật bằng cách đắp nổi hoặc đục đẽo, khoét lõm, nó là một kỹ thuật điêu khắc trong đó các yếu tố điêu khắc được gắn kết vào cấu tạo nền của cùng một chất liệu. Trong tiếng Anh, phù điêu hay chạm nổi gọi là Relief. Nghệ thuật này có thể thể hiện được gần như bố cục phức tạp và triển khai những bố cục chi tiết bên trong, bố cục có nhiều lớp như những tác phẩm nghệ thuật qua công trình kiến trúc và tranh phù điêu phong cảnh, khi triển khai đắp vẽ phù điêu thì nghệ nhân hoặc người thợ sẽ triển khai bố cục khối phù điêu trên mặt phẳng, sau đó phác họa các hình khối theo kích thước, góc độ xa gần thông qua các lớp không gian và tạo nên các ảo giác về không gian. Phù điêu đá là những tác phẩm được chạm khắc vào chất liệu đá rắn ở ngoài trời. Loại hình này được tìm thấy trong nhiều nền văn hóa, đặc biệt là các nền văn hóa Cận Đông Cổ đại và các quốc gia Phật giáo.